# Wenzel Teubner
Wenzel Teubner (17. června 1846 Rynoltice – 27. září 1893 Rynoltice) byl rakouský a český politik německé národnosti, na sklonku 19. století poslanec Českého zemského sněmu.

## Biografie
Působil jako statkář v Rynolticích. Zasedal v obecním zastupitelstvu a byl starostou obce.
V 80. letech 19. století se začal angažovat i v zemské politice. V doplňovacích volbách roku 1880 byl zvolen v kurii venkovských obcí (volební obvod Jablonné, Chrastava) do Českého zemského sněmu. Mandát zde obhájil v řádných volbách v roce 1883 a volbách v roce 1889. Uvádí se jako německý liberál (takzvaná Ústavní strana, liberálně a centralisticky orientovaná, odmítající federalistické aspirace neněmeckých etnik, později Německá pokroková strana).